# Batsüchiin Chajanchjarwaa
Batsüchiin Chajanchjarwaa (mongolisch Батсүхийн Хаянхярваа; * 27. November 1958) ist ein ehemaliger mongolischer Radrennfahrer.

## Sportliche Laufbahn
Chajanchjarwaa war Teilnehmer der Olympischen Sommerspiele 1980 in Moskau. Im Mannschaftszeitfahren wurde sein Team in der Besetzung Luwsandagwyn Dschargalsaichan, Batsüchiin Chajanchjarwaa, Damdinsürengiin Orgodol und Daschdschamtsyn Tömörbaatar  19. des Rennens. Im olympischen Straßenrennen schied er aus.
1981 war er der erste mongolische Fahrer, der das Etappenrennen Ulan Bator–Irkutsk gewinnen konnte.
Er startete sechsmal bei der Internationalen Friedensfahrt, so häufig wie kein anderer Fahrer seines Landes. 1982 wurde er 87., 1983 78., 1985 105., 1986 46. und 1989 93. der Gesamtwertung. 1988 schied er aus.